# یوشیمورا توراتارو
یوشیمورا توراتارو (به ژاپنی: 吉村虎太郎 Yoshimura Toratarō); ۲۲ مهٔ ۱۸۳۷ – ۸ نوامبر ۱۸۶۳) سامورایی در قلمروی توسا، اهل ژاپن بود. وی برای پیوستن به جنبش اصلاحات از ولایت توسا فرار کرد اما دستگیر شده و در توسا به زندان افتاد.